# Richard Hugo Gallagher
Richard Hugo Gallagher  (* 17. November 1927 in New York City; † 30. September 1997 in Tucson) war ein US-amerikanischer Bauingenieur.

## Leben
Gallagher studierte nach Dienst in der US Navy Bauingenieurwesen an der New York University mit dem Bachelor-Abschluss 1949. Danach war er Ingenieur beim US-Handelsministerium und bei der Texas Corporation in New York, wobei er sein Studium bis zum Master-Abschluss 1951 fortsetzte. 1955 bis 1967 war er Ingenieur bei Bell Aero Systems in Buffalo. Dort arbeitete er an der Finite-Elemente-Methode (FEM) und publizierte 1962 mit J. Padlog und P. P. Bijlaard die erste Arbeit über dreidimensionale Elemente (Tetraeder-Form). 1966 wurde er an der State University of New York at Buffalo promoviert. Die Dissertation war über gekrümmte finite Elemente für dünne Schalen. Ab 1967 lehrte er an der Cornell University, ab 1969 als Professor. 1978 bis 1984 war er Dekan des College of Engineering der University of Arizona und 1984 bis 1988 Provost und Vizepräsident des Worcester Polytechnic Institute. 1988 bis 1995 war er Präsident der Clarkson University.
Er wandte Finite Elemente unter anderem in der Schalentheorie und Hydrodynamik an.
Sein Lehrbuch über Finite Elemente wurde in mehrere Sprachen übersetzt.
Er war mehrfach in China und erhielt 1992 den Ehrendoktor der Technischen Hochschule in Shanghai. 1993 erhielt er die ASME Medal und er war Ehrenmitglied der ASCE.
1970 bis 1997 war er Herausgeber des Journal of Numerical Methods in Engineering.

## Schriften
- A correlation of methods in matrix structural analysis. 1964.
- mit Yoshiaki Yamada: Theory and practice in Finite Element Structural Analysis. 1973.
- Finite Element Analysis: Fundamentals. Prentice-Hall, 1974.
  - Deutsche Übersetzung: Finite Element Analysis. Springer, 1976.
- Finite Element in Fluids. 1985.
- mit William McGuire, Ronald Ziemian: Matrix Structural Analysis. 2. Auflage. 1999 (in der Ausgabe 1979 nur mit McGuire)